# 2023年世界水泳選手権セントビンセント・グレナディーン選手団
2023年世界水泳選手権セントビンセント・グレナディーン選手団は、2023年7月14日から7月30日まで日本の福岡で開催された第20回世界水泳選手権のセントビンセント・グレナディーン選手団、およびその競技結果。

## 選手団
- 人員: 選手 4人

## 選手名簿・結果
| 選手                   | 種目              | 予選      | 予選 | 準決勝   | 準決勝   | 決勝     | 決勝     |
| 選手                   | 種目              | 結果      | 順位 | 結果     | 順位     | 結果     | 順位     |
| ---------------------- | ----------------- | --------- | ---- | -------- | -------- | -------- | -------- |
| シェーン・カドガン     | 男子50m自由形     | 24秒59    | 80位 | 予選敗退 | 予選敗退 | 予選敗退 | 予選敗退 |
| シェーン・カドガン     | 男子50m平泳ぎ     | 30秒23    | 49位 | 予選敗退 | 予選敗退 | 予選敗退 | 予選敗退 |
| アレックス・ジョアキム | 男子100m自由形    | 52秒78    | 80位 | 予選敗退 | 予選敗退 | 予選敗退 | 予選敗退 |
| アレックス・ジョアキム | 男子50mバタフライ | 25秒58    | 62位 | 予選敗退 | 予選敗退 | 予選敗退 | 予選敗退 |
| ケニス・グリーン       | 女子50m自由形     | 28秒23    | 67位 | 予選敗退 | 予選敗退 | 予選敗退 | 予選敗退 |
| ケニス・グリーン       | 女子50mバタフライ | 29秒90    | 50位 | 予選敗退 | 予選敗退 | 予選敗退 | 予選敗退 |
| ミヤ・ジ・フレイタス   | 女子100m自由形    | 1分02秒19 | 61位 | 予選敗退 | 予選敗退 | 予選敗退 | 予選敗退 |
| ミヤ・ジ・フレイタス   | 女子200m自由形    | 2分16秒22 | 62位 | 予選敗退 | 予選敗退 | 予選敗退 | 予選敗退 |